# La Genête
La Genête és un municipi francès, situat al departament de Saona i Loira i a la regió de Borgonya - Franc Comtat. L'any 2007 tenia 549 habitants.

## Demografia

### Població
El 2007 la població de fet de La Genête era de 549 persones. Hi havia 219 famílies, de les quals 63 eren unipersonals (42 homes vivint sols i 21 dones vivint soles), 76 parelles sense fills, 72 parelles amb fills i 8 famílies monoparentals amb fills.
La població ha evolucionat segons el següent gràfic:
Habitants censats

### Habitatges
El 2007 hi havia 271 habitatges, 213 eren l'habitatge principal de la família, 47 eren segones residències i 11 estaven desocupats. 256 eren cases i 11 eren apartaments. Dels 213 habitatges principals, 157 estaven ocupats pels seus propietaris, 51 estaven llogats i ocupats pels llogaters i 5 estaven cedits a títol gratuït; 2 tenien una cambra, 18 en tenien dues, 44 en tenien tres, 64 en tenien quatre i 84 en tenien cinc o més. 151 habitatges disposaven pel capbaix d'una plaça de pàrquing. A 99 habitatges hi havia un automòbil i a 88 n'hi havia dos o més.

### Piràmide de població
La piràmide de població per edats i sexe el 2009 era:
| Homes | Edats   | Dones |
| ----- | ------- | ----- |
| 0     | 95 o +  | 0     |
| 0     | 90 a 94 | 0     |
| 0     | 85 a 89 | 4     |
| 0     | 80 a 84 | 8     |
| 0     | 75 a 79 | 12    |
| 20    | 70 a 74 | 12    |
| 16    | 65 a 69 | 16    |
| 12    | 60 a 64 | 8     |
| 12    | 55 a 59 | 8     |
| 12    | 50 a 54 | 12    |
| 24    | 45 a 49 | 16    |
| 12    | 40 a 44 | 4     |
| 20    | 35 a 39 | 32    |
| 16    | 30 a 34 | 4     |
| 8     | 25 a 29 | 4     |
| 20    | 20 a 24 | 8     |
| 24    | 15 a 19 | 24    |
| 4     | 10 a 14 | 24    |
| 20    | 5 a 9   | 8     |
| 4     | 0 a 4   | 4     |

## Economia
El 2007 la població en edat de treballar era de 342 persones, 235 eren actives i 107 eren inactives. De les 235 persones actives 212 estaven ocupades (129 homes i 83 dones) i 23 estaven aturades (4 homes i 19 dones). De les 107 persones inactives 37 estaven jubilades, 32 estaven estudiant i 38 estaven classificades com a «altres inactius».

### Ingressos
El 2009 a La Genête hi havia 231 unitats fiscals que integraven 568,5 persones, la mediana anual d'ingressos fiscals per persona era de 15.638 €.

### Activitats econòmiques
Dels 15 establiments que hi havia el 2007, 1 era d'una empresa de fabricació de material elèctric, 2 d'empreses de fabricació d'altres productes industrials, 4 d'empreses de construcció, 2 d'empreses de comerç i reparació d'automòbils, 1 d'una empresa d'hostatgeria i restauració, 1 d'una empresa d'informació i comunicació, 1 d'una empresa financera i 3 d'empreses de serveis.
Dels 6 establiments de servei als particulars que hi havia el 2009, 3 eren paletes, 1 lampisteria, 1 electricista i 1 restaurant.
L'únic establiment comercial que hi havia el 2009 era una botiga de menys de 120 m².
L'any 2000 a La Genête hi havia 8 explotacions agrícoles.

## Equipaments sanitaris i escolars
El 2009 hi havia una escola elemental integrada dins d'un grup escolar amb les comunes properes formant una escola dispersa.

## Poblacions més properes
El següent diagrama mostra les poblacions més properes.